# Cyclocephala melanopoda
Cyclocephala melanopoda är en skalbaggsart som beskrevs av Brett C.Ratcliffe 2008. Cyclocephala melanopoda ingår i släktet Cyclocephala och familjen Dynastidae. Inga underarter finns listade i Catalogue of Life.